# Gia Bắc
Gia Bắc là một xã thuộc huyện Di Linh, tỉnh Lâm Đồng, Việt Nam.

## Địa lý
Xã Gia Bắc có diện tích 142,82 km², dân số năm 2022 là 3.626 người, mật độ dân số đạt 25 người/km².

## Lịch sử
Ngày 6 tháng 3 năm 1984, Hội đồng Bộ trưởng ban hành Quyết định số 38-HĐBT về việc thành lập xã Gia Bắc trên cơ sở các thôn: Đà Hòng, Lao Sẻ, Lang Băng, Bỉ Nởn, Pe Cao, Băng Gia, Bê Lã, Gia Bắc của xã Sơn Điền.